# التلینگباخ
التلینگباخ (به آلمانی: Altlengbach) یک شهر بازاری و municipality of Austria در اتریش است که در Sankt Pölten-Land District واقع شده‌است.